# Hazel McCallion
Pour les articles homonymes, voir McCallion.
Hazel McCallion (née Journeaux le 14 février 1921 à Port-Daniel–Gascons et morte le 29 janvier 2023 à Mississauga) est une femme politique municipale canadienne en Ontario. Ancienne joueuse professionnelle de hockey sur glace, elle est la mairesse de Mississauga de 1978 à 2014.
McCallion est la personnalité publique ayant servi le plus longtemps en tant que maire de Mississauga totalisant 36 ans de service. Elle remporte en tout 12 élections, dont 2 par acclamation. En raison de son style, ses supporteurs la surnomment Hurricane Hazel,.

## Biographie
Née dans la communauté gaspésienne de Port-Daniel au Québec, son père, Herbert Armand Journeaux (1879-1944) est propriétaire d'une compagnie de pêche et de conserverie et sa mère, Amanda Maude Travers (1876-1955), agit comme femme au foyer et gère la ferme familiale. Après avoir grandi avec ses deux frères ainés et deux sœurs ainées, elle étudie en secrétariat d'affaires dans des écoles de Québec et de Montréal. Ayant l'ambition d'aller à l'université, elle doit se résigner à l'école de secrétariat puisque sa famille n'en a pas les moyens. Après ses études, elle commence sa carrière pour la Canadian Kellog Company à Montréal, avant d'être transférée à Toronto en 1942. En 1967, elle quitte la compagnie pour se dévouer à une carrière publique. Elle s'implique également dans sa communauté en tant que présidente de l'Anglican Young People's Association of Canada (« Association des jeunes anglicans du Canada ») et ensuite en tant que commissaire de district pour les Guides du Canada (en) durant les années 1960.
Elle rencontre son futur mari, Sam McCallion (1923-1997), dans une église anglicane en 1951, et l'épouse le 29 septembre de la même année. En guise de cadeau de noce, le couple reçoit un terrain près du village de Streetsville (en) où ils s'installent en décembre 1951. Avant son entrée en politique, elle et son époux fondent un journal, le Streetsville Booster, en 1964. Le couple aura trois enfants. En 1997, Sam meurt de la maladie d'Alzheimer.

### Carrière politique

#### Les débuts
McCallion commence sa carrière en convoitant un poste de conseillère municipale en 1964, mais échoue. Elle révèle plus tard avoir été victime de dirty tricks. Devenue présidente de la Streetsville Planning Board (« Commission d'urbanisme de Streetsville »), elle entre au conseil de ville en 1967. Élue mairesse en 1970, elle conserve son titre qu'à la fusion de Streetsville et Port Credit à Mississauga en 1974. Cette fusion survient malgré les efforts soutenus de McCallion pour tenter de l'éviter. En 1976, elle est élue conseillère de la nouvelle ville par acclamation. Jusqu'à son élection comme mairesse de Mississauga, elle siège pratiquement à tous les comités de la ville et de la municipalité régionale de Peel. Elle s'implique également dans plusieurs associations et comités fédéraux et provinciaux.

#### Mairesse de Mississauga

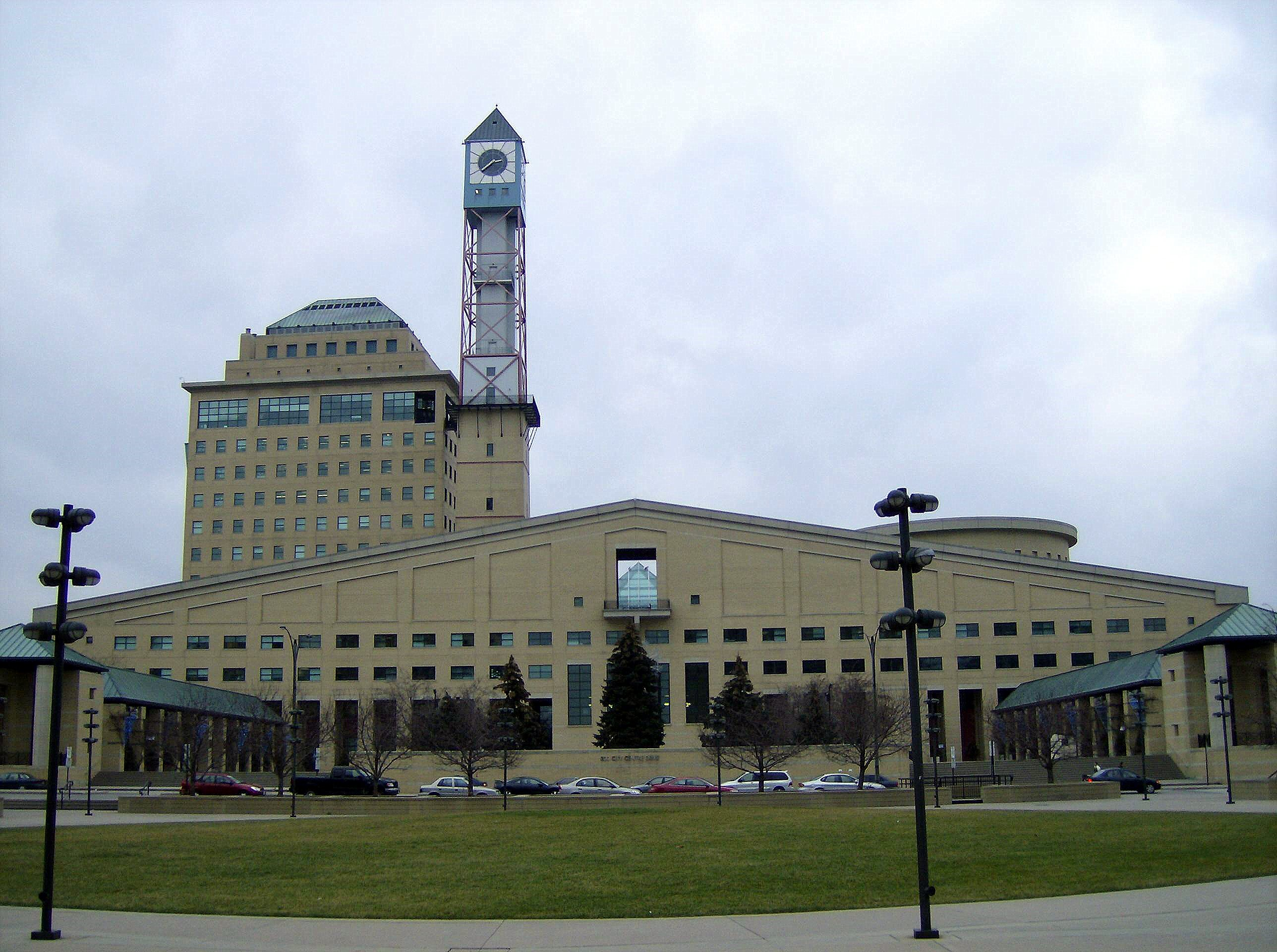
Mairie de Mississauga.

Élue mairesse en 1978, elle remporte l'élection contre le maire sortant Ron Searle. En 1979, peu après son entrée en poste, elle est confrontée à l'accident ferroviaire de Mississauga. Le sinistre occasionne la plus importante évacuation civile jamais réalisée en Amérique du Nord. Ce déraillement entraîne un déversement de produits chimiques toxiques obligeant McCallion, avec l'aide de la Police régionale de Peel (en) et les autorités gouvernementales, à organiser l'évacuation de 200 000 résidents durant au moins une semaine[réf. nécessaire].
Durant son passage à la mairie, Mississauga passe d'une mosaïque de petites villes et villages à l'une des plus grandes villes au Canada. Cet accroissement de la population est entre autres relié à l'exode des anglo-québécois après l'élection du Parti québécois de René Lévesque en 1976,,.
À son 90e anniversaire, elle est examinée par la docteure Barbara Clive, une gériatre. Cette dernière affirme que McCallion a une démarche parfaite, une élocution tranchante et qu'elle a la volonté nécessaire pour continuer de diriger la ville. Elle mentionne également qu'elle est « the poster child for seniors » (« l'enfant des affiches pour ainés »). En entrevue au magazine Confidence Bound, McCallion mentionne que c'est sa foi qui lui donne l'énergie de continuer et confier avoir continué à faire des travaux ménagers, car ceux-ci lui permettent de « faire de l'exercice et de rester humble ».
En 2012, McCallion est la troisième mairesse la mieux payée au Canada avec un salaire annuel de 187 057$.
Jusqu'en 2014, McCallion est constamment réélue sans risque de se faire déloger par un opposant assez sérieux pour pouvoir prendre sa place. Ses campagnes électorales sont sobres et elle refuse d'accepter tout don, disant même aux donateurs de donner plutôt à des organismes de charité. Réélue pour un douzième mandat en 2010, elle annonce ne pas vouloir se représenter en 2014. Elle soutient alors la candidature de la conseillère et ancienne députée fédérale Bonnie Crombie, pour lui succéder au poste de mairesse. Confrontée à l'ancien ministre fédéral Steve Mahoney, Crombie parvient à se faire élire.

#### Allégations de conflit d'intérêts
En 1982, McCallion est reconnue coupable d'une infraction à la Loi sur les conflits d'intérêts municipaux par la Cour supérieure de justice de l'Ontario, car elle ne s'est pas retirée des débats sur le développement d'East Credit, où elle et son mari possèdent 5 acres (2 hectares) de terrains. Passible de l'interdiction de se représenter à l'élection suivante, McCallion est acquittée, la Cour comtale attribuant les actes à « a bona fide error of judgment » (« une erreur de jugement commise de bonne foi »),.
En 2009, elle est de nouveaux sous les projecteurs en raison d'un soupçon de conflit d'intérêts impliquant une décision concernant l'entreprise de son fils, World Class Developments Ltd.,. En octobre 2011, McCallion est accusée de conflit d'intérêts réel et apparent en raison de la pression exercée pour la réalisation d'une transaction immobilière potentiellement très lucrative pour l'entreprise de son fils. Néanmoins, en juin 2013, les accusations retenues en vertu de la Loi sur les conflits d'intérêts municipaux sont retirées en raison de l'absence de gain financier réalisé par la compagnie et du retard dans l'avancement du dossier.

#### Opinions politiques
Bien qu'il ne soit pas coutume en politique municipale d'exprimer une opinion sur le sujet, McCallion indique généralement soutenir le Parti libéral du Canada et celui de l'Ontario (PLO). Elle est même courtisée par le PLO afin d'en devenir cheffe en 1982. Elle soutient Kathleen Wynne lors du congrès du PLO en 2013 et à nouveau lors des Élections générales ontariennes de 2014. Elle est généralement décrite comme une small-c conservative (« conservatrice avec un "c" minuscule »), prônant des valeurs conservatrices sans s'identifier à un parti conservateur. En 2014, elle apporte son appui à Justin Trudeau pour l'élection de 2015 et apparait aussi dans une publicité télévisée libérale. En 2018, elle donne son appui au futur premier ministre progressiste-conservateur Doug Ford au niveau provincial, mais soutient également la réélection du ministre libéral Charles Sousa dans Mississauga—Lakeshore.
En 2007, en réponse à l'annonce du gouvernement fédéral de ne pas augmenter les transferts aux municipalités provenant de la TPS, elle annonce prévoir une augmentation de 5% des impôts fonciers. Pour le maire de Toronto, David Miller, Hazel est l'une des rares politiciennes bénéficiant d'un capital politique assez grand pour se permettre une telle stratégie.

### Après la politique

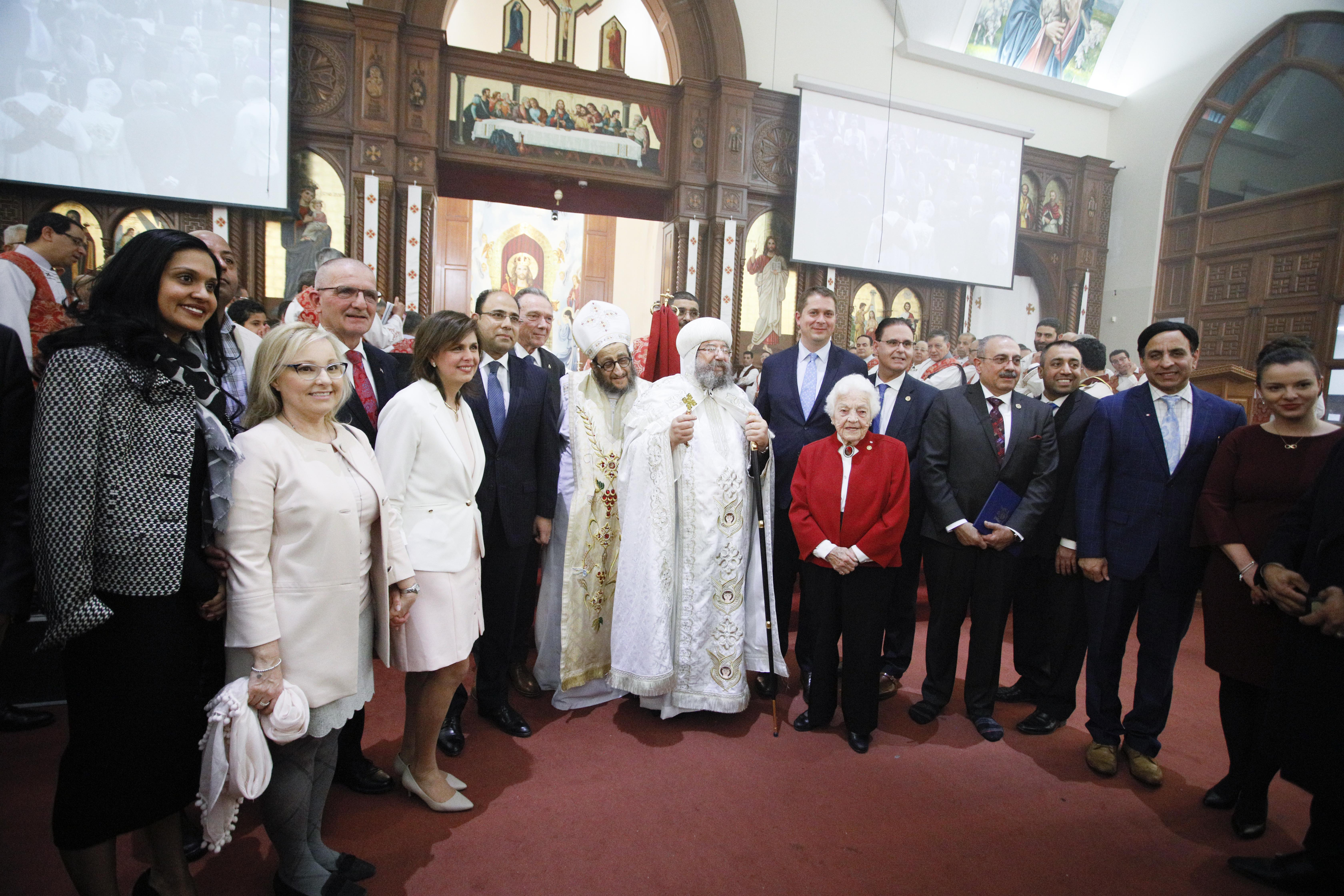
McCallion à l'église Virgin Mary and Saint Athanasius de Mississauga en 2019.

Demeurant active, Hazel McCallion est engagée en novembre 2015 à titre de Chief Elder Officer (CEO) (« présidente des décisions gériatriques (PDG) ») par le promoteur de résidences pour aînés Revera, où elle agit comme consultante. En 2016, elle devient la première chancelière du Sheridan College (en), dont un campus porte également son nom depuis 2011. Elle devient également consultante pour l'Université de Toronto à Mississauga en février 2015 afin de guider son développement stratégique.
En 2016, le 14 février est proclamé Hazel McCallion Day (« Jour Hazel McCallion ») à travers l'Ontario en l'honneur de son anniversaire.
En janvier 2019, Doug Ford la nomme conseillère spéciale du premier ministre et du ministre des Affaires municipales et du Logement Steve Clark, promettant une rémunération annuelle de 150 000$, mais elle décline le poste et choisit plutôt de conseiller Ford de façon ponctuelle.
En avril 2022, la centenaire est renouvelée à son mandat au conseil d'administration de l'Autorité aéroportuaire du Grand Toronto, faisant d'elle l'une des cheffes du plus grand aéroport du Canada et sa directrice, à l'âge de 101 ans.

### Mort
Hazel McCallion est morte chez elle le 29 janvier 2023 à Mississauga.

## Reconnaissance

### Honneurs
- 2005: Finaliste du World Mayor Award, derrière Dóra Bakoyánni d'Athènes[47]
- 2007: President's Award, de l'Ordre des ingénieurs de l'Ontario[48]
- 2009: Membre de l'Ordre du Canada[49]
- 2010: Doctorat honorifique en droit de l'Université de Toronto[50]
- 2012: Shahid Rassam dévoile un portrait de McCallion pour son support à The Hospital for Sick Children[51]
- 2014: Ordre du Soleil levant, pour son support aux relations canado-japonaises[52]
- 2017: Clé de la ville de Mississauga[53]
- Ordre du Mérite de la République fédérale d'Allemagne, pour son rôle dans l'établissement d'entreprises allemandes au Canada[2]

### Accomplissements
McCallion contribue à la création du comité des maires du Grand Toronto en 1992. Elle dirige ce comité de 1992 à janvier 2000.
En 1996, elle participe à la conférence Who does what (« Qui fait quoi ») au cours de laquelle est s'implique dans la réforme de l'évaluation et de la fiscalité foncière, ainsi que sur les services d'urgences. Elle représente aussi l'Association des municipalités de l'Ontario au comité de la transition électrique du ministère de l'Électricité, Sciences et Technologies.
McCallion anime aussi un gala annuel visant à amasser des fonds pour les arts et la culture à Mississauga. Elle contribue à la création de Hazel's Hope, une campagne de fonds visant à aider les enfants infectés par VIH dans le sud de l'Afrique.

### Hockey sur glace
Alors étudiante à Montréal, McCallion joue au hockey dans une équipe professionnelle. Ayant appris à jouer durant les années 1920 dans sa ville natale, elle joue pour un salaire de 5 $ par partie dans une équipe commanditée par Kik Cola évoluant dans une ligue à trois clubs.
Durant le Tournoi mondial féminin de hockey sur glace de 1987 tenu à Mississauga et North York, le trophée de l'équipe championne est renommé Hazel McCallion World Cup (« Coupe du monde Hazel McCallion »).

### Politiques internationales
McCallion est l'une des premières figures politiques canadiennes à ouvertement encourager la création d'un État de Palestine. Durant la convention annuelle de la Canadian Arab Federation en 1983, elle indique que les questions palestiniennes ont été déformées par les médias nationaux et déclare : « The Palestinians need and require and deserve a country of their own. Why shouldn't they get it? » » (« Les Palestiniens ont besoin et méritent un pays qui leur est propre. Pourquoi ne pourraient-ils pas l'avoir? »).